# Fekete Károly (tanító)
Fekete Károly (Kolozspata, 1928. június 4. – Nagyvárad, 2015. január 15. előtt) Ezüstgyopár-díjas éltanító, tanfelügyelő, közművelődési osztályvezető, pedagógus-szakszervezeti elnök, a Békeharci Bizottság elnöke (1957-1958), a bánffyhunyadi Magyar Általános Iskola utolsó magyar iskolaigazgatója, az 1948 és 1989 között megjelenő Igazság című kolozsvári napilap igazgatósági tagja, a Kolozsvári Rádió magyar adásának tudósítója, a bukaresti Előre című napilap, a kolozsvári Utunk és Művelődés, a bukaresti A Hét című folyóiratok és a nagyváradi Szemfüles című gyermeklap külső munkatársa, a kalotaszegi magyarság politikai mentora.

## Életrajza
Édesapja Fekete Károly levita lelkész-tanító (1900. február 28., Székelykocsárd – 1989, Torda), édesanyja Tóbiás Ida (1907, Alsófüle – 1974, Torda) háztartásbeli. Elemi iskoláit a Mezőség Kolozsborsai járásában található Bádokon végezte. 1938-tól 1943-ig a kolozsvári református kollégiumban tanult. 1943 és 1944 között a Sepsiszentgyörgyi Református Tanítóképzőben, 1944 és 1947 között pedig a Kolozsvári Állami Magyar Tanítóképzőben végezte tanulmányait. 1947-ben a Nagyenyedi Bethlen Gábor Református Tanítóképzőben szerzett kántori képesítést. 1947-ben a kalotaszegi Zsobok helység református kántor-tanítója és iskolaigazgatója volt. A történelmi körülmények hatására 1947 novemberében a Román Kommunista Párt tagjává vált. 1948 júliusában középfokú pártiskolát végzett el román nyelven. 1948 szeptembere és 1949. január 1-je között ideológiai átképzésben részesült Predeálon. 1948-ban az ideológiai tanfolyamok lektorja. 1948-tól Kolozs megyei tanfelügyelő. Tanfelügyelőként a Mezőség nehezen megközelíthető falvait (Katona, Nagysármás, Mezőkeszü, Gyeke, Uzdiszentpéter, Barcaföldvár, Légen) zimankós időben, télvíz idején gyalogszerrel látogatta végig, aminek következtében súlyos mellhártyagyulladásban betegedett meg. 1949 júliusától 1950-ig a bánffyhunyadi Járási Tanács Tanügyi és Művelődési Osztály felügyelője. 1950-től a Bánffyhunyadi Rajoni Néptanács Művelődési Osztályának a főnöke. 1951-ben a Bánffyhunyadi Magyar Általános Iskola utolsó magyar igazgatója. 1951 és 1952 között a magyarbikali Általános Iskola tanára. 1952 és 1956 között a körösfői Általános iskola igazgatója.
Kétszer nősült. Első házasságát 1951-ben kötötte Kupa Erzsébet (1928, Magyarbikal – 1979, Magyarbikal) tanítónővel. Első házasságából született leányai Székely Hajnal felsőfokú képzettségű iskolai titkárnő és Búzás Fekete Mária közigazgatási szakértő, Bánffyhunyad városi tanácsosa. Első feleségének a halála után Péntek Katalin (1935, Körösfő – 2008, Budapest) tanítónővel kötött házasságot. 1956. május 21-én a Napsugár című gyermeklap védnöksége alatt szervezi meg az első, s az ő szervezésében huszonhat kiadást megért, jelenleg a Pro Kalotaszeg Egyesület által megrendezett Riszegtetői Találkozót, amelyet 1956-tól 1989-ig vezet (népdal- és lepényevő-verseny, tojással-futás, zsákbanfutás, labdarúgó-mérkőzések Bánffyhunyad, Zsobok, Magyarbikal, Sárvásár, Nyárszó, Körösfő, Sztána, Bogártelke, Gyerőmonostor képviselői között). 1956 és 1968 között a bánffyhunyadi rajon (járás) magyar tanfelügyelőjeként és közművelődési felügyelőjeként tevékenykedett.
Kalotaszeg magyar nyelvű közművelődési életének lelkes és fáradhatatlan szervezője volt: ebben az időszakban vált díjnyertessé az ő szervezésében az országos döntők szintjén a bánffyhunyadi tanügyi szakszervezeti színjátszó-csoport, az inaktelki tánc-, a mákófalvi báb- és a magyarbikali színjátszó-csoport. Közművelődési szervezőtevékenységének a jóvoltából a romániai magyar irodalmi élet kiemelkedő alkotói, kutatói, művészei, tudományos és művészi szaktekintélyei (Balogh Edgár, Fodor Sándor, Asztalos István, Bálint Tibor, Kányádi Sándor, Beke György, Banner Zoltán, Huszár Sándor, Benczédi Sándor, Balázs Péter, Veres Pál, Méhes György, Kozma Dezső, Pattantyus Károly, Létay Lajos, Nagy István, dr. Felszeghy Ödön, dr. Koch Ferenc, dr. Xántusz János, Debreceni László, Szentimrei Judit, Faragó József, Bustya Endre, Kántor Lajos, Buzás Pál, stb.) gyakran látogattak Bánffyhunyadra és Kalotaszeg különböző helységeibe 1956 és 1968 között: e meghívottak többségével életre szóló barátsági viszonyt alakított ki. 1956 és 1988 között a Bánffyhunyadi Szabadegyetem magyar nyelvű előadásait szervezte meg, továbbá a Tordai és Medgyesi Szabadegyetemek magyar nyelvű előadásain Kalotaszeg tájegységét népszerűsítette.
Létrehozta a Kolozsvári Állami Magyar Színház és a Kolozsvári Állami Magyar Opera vendég-előadásainak rendszeres bánffyhunyadi bérletesítését (évadonként 300 bérlet). 1968 és 1988 között tanító a bánffyhunyadi Általános Iskola magyar tagozatán. 1968 és 1988 között a bánffyhunyadi Szabadegyetemet, a Kalotaszegi Magyar Tanítók Pedagógiai Körét, valamint a bánffyhunyadi Szülők Iskoláját vezette. 1988-ban történt nyugdíjba vonulását követően Kalotaszeg magyar közösségének politikai és közművelődési vezetését a soron következő nemzedékre, tanítványaira bízta.
1989-ben részt vett a bánffyhunyadi RMDSZ megalapításában. 1990 után Budapesten és Nagyváradon tartott előadásaival népszerűsíti Kalotaszeg tájegységét. A Kalotaszeg című kulturális folyóirat állandó munkatársa. Bánffyhunyad és Kalotaszeg magyar lakosságának jó része számára jelenleg is Fekete Károly az a nagy tekintélyű mentor, akinek elmélyült tapasztalatú útmutatásai megszívlelendő módon követendőek.

## Közlései és újságírói tevékenysége
Hat évtizedes újságírói és tudósítói munkásságának az ideje alatt (1947-2008) több mint ezer cikket, tudósítást, jegyzetet, helyszíni riportot, interjút közölt a romániai magyar sajtótermékekben: a kolozsvári Igazságban és Művelődésben, a bukaresti Előrében és A Hétben. 1988-tól 2009-ig több mint hatvan sajtóanyaga jelent meg a Bánffyhunyadon megjelenő Kalotaszeg című kulturális folyóiratban  Archiválva 2016. március 8-i dátummal a Wayback Machine-ben.

## Rádiószerkesztői munkássága
Öt évtizeden keresztül, 1954-től 2003-ig a Kolozsvári Rádió magyar adásának a külső munkatársaként és bánffyhunyadi hírszerkesztőjeként tevékenykedett. A Kolozsvári Rádió magyar adásában hetenként többször jelentkezett kalotaszegi hírekkel. 1992 októbere és decembere között vasárnaponként svédországi útijegyzetekkel volt jelen (Svédország Kalotaszegről nézve) a Kolozsvári Rádió magyar nyelvű műsorában.

## Művei
- Fekete Károly: Hatvan év Kalotaszegen. Válogatott írások (1947-2007). Művelődés – Szentimrei Alapítvány, Sztánai füzetek 7. Sorozatszerkesztő Szabó Zsolt. A kötetben közölt képek a szerző felvételei. Kolozsvár, Sztána, 2009. ISBN 9789737993380
- Fekete Károly: A nemzet napszámosa voltam Kalotaszegen. Önéletrajzi feljegyzések (1935–1990) Művelődés – Szentimrei Alapítvány, Sztánai füzetek 11. Sorozatszerkesztő Szabó Zsolt. A kötetben közölt képek a szerző felvételei. Kolozsvár, Sztána, 2013. ISBN 9789737993625

## Díjai
- Éltanító, 1981
- Kiváló oktatói-nevelői díj, 1998
- Ezüstgyopár-díj, 2003

## Külső hivatkozások
- Udvary Frigyes: A romániai magyar kisebbség történeti kronológiája, 1990–2003 Archiválva 2022. június 11-i dátummal a Wayback Machine-ben
- Jankó Tünde, Kalotaszeg repertórium, 1890-2000. A Fekete Károly címszó Archiválva 2016. március 8-i dátummal a Wayback Machine-ben